# Zentral-wolkenförmige-Hornhautdystrophie François
Die Zentral-wolkenförmige-Hornhautdystrophie François (CCDF) ist eine sehr seltene angeborene Form einer das Stroma betreffenden Hornhautdystrophie mit eckigen oder gerundeten Trübungen in der Hornhaut ohne Visusverschlechterung.
Synonym: Hornhautdystrophie, zentral-wolkenförmige, Typ François
Die Namensbezeichnung bezieht sich auf den Autoren der Erstbeschreibung aus dem Jahre 1958 durch den belgischen Augenarzt Émile Jules Marie Joseph François.

## Verbreitung
Die Häufigkeit wird mit unter 1 zu 1.000.000 angegeben, die Vererbung erfolgt autosomal-dominant.

## Ursache
Die Ursache ist nicht bekannt.

## Klinische Erscheinungen
Klinische Kriterien sind:
- Krankheitsmanifestation in den ersten 10 Lebensjahren
- keine Symptome und keine Progredienz
- Zufallsbefund mit zentralen, wolkenförmigen, Trübungen im Stroma der Hornhaut

## Differentialdiagnose
Abzugrenzen sind andere Formen der Hornhautdystrophie sowie die klinisch nicht abgrenzbare degenerative Hornhauterkrankung Typ Vogt (crocodile shagreen of Bowman’s membrane).